# Bader Goula
Bader Goula ist eine Landgemeinde im Departement Dakoro in Niger.

## Geographie

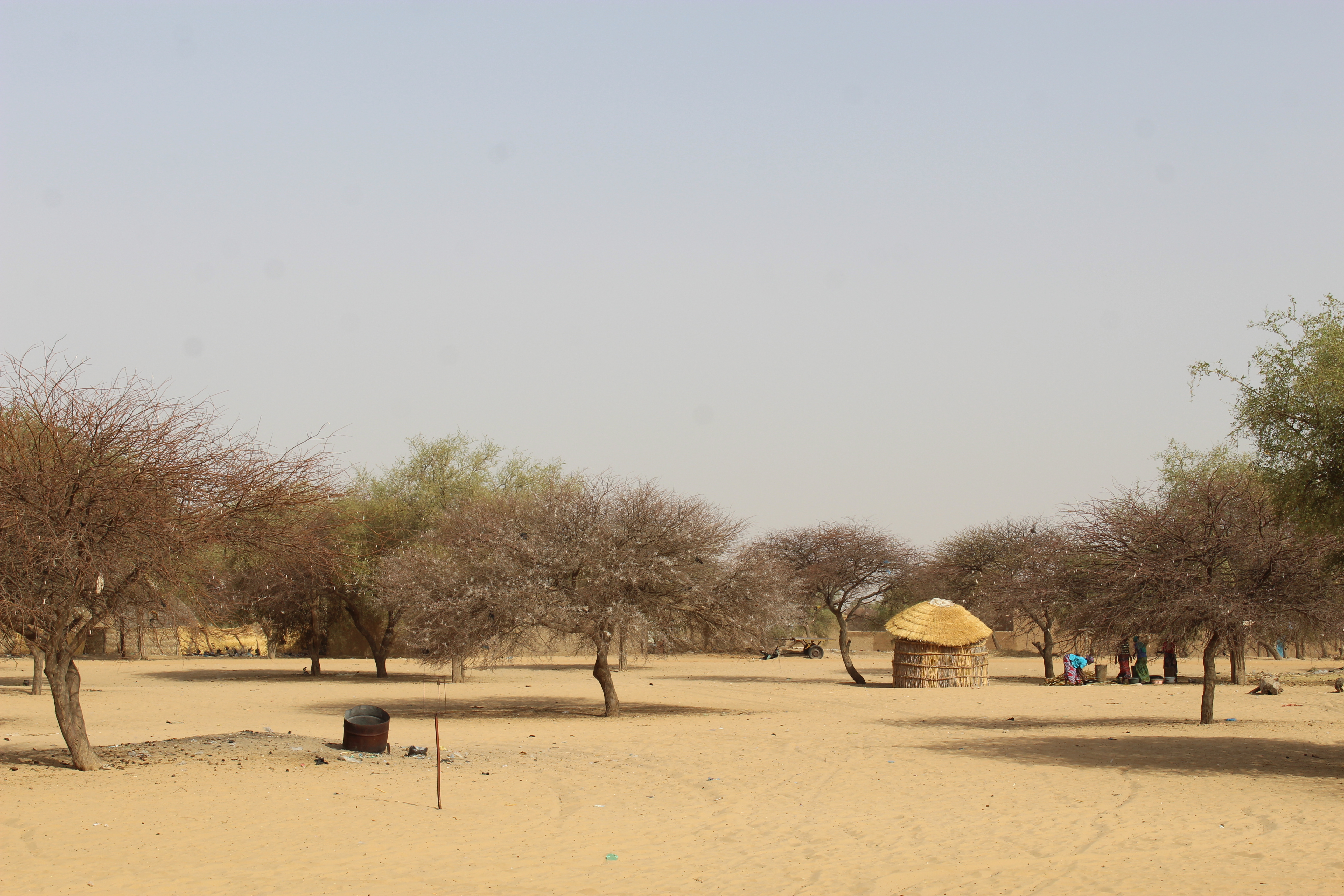
Ein Tuareg-Lager in Bader Goula (2023)

Bader Goula liegt in der Sahelzone. Die Nachbargemeinden sind Gadabédji im Norden, Tagriss im Osten, Guidan Amoumoune und Kornaka im Süden sowie Birni Lallé und Roumbou I im Westen.
Bei den Siedlungen im Gemeindegebiet handelt es sich um 130 Dörfer, 62 Weiler und 27 Lager. Der Hauptort der Landgemeinde ist Goula. Durch Bader Goula verläuft in Ost-West-Richtung das Tarka-Tal.

## Geschichte
Bader Goula entstand als Zusammenschluss des Nomadenlagers Bader mit dem Dorf Goula, das als Stützpunkt für den Karawanenhandel nach Agadez und Bilma gegründet wurde. Die französische Kolonialverwaltung richtete 1947 einen Kanton in Bader Goula ein. Aus diesem Kanton ging 2002 im Zuge einer landesweiten Verwaltungsreform die Landgemeinde Bader Goula hervor.

## Bevölkerung
Bei der Volkszählung 2012 hatte die Landgemeinde 68.203 Einwohner, die in 9182 Haushalten lebten. Bei der Volkszählung 2001 betrug die Einwohnerzahl 45.142 in 6124 Haushalten.
Im Hauptort lebten bei der Volkszählung 2012 2355 Einwohner in 345 Haushalten, bei der Volkszählung 2001 1424 in 190 Haushalten und bei der Volkszählung 1988 1077 in 166 Haushalten.
In ethnischer Hinsicht ist die Gemeinde ein Siedlungsgebiet von Fulbe, Gobirawa, Katsinawa und Iklan.

## Politik
Der Gemeinderat (conseil municipal) hat 18 gewählte Mitglieder. Mit den Kommunalwahlen 2020 sind die Sitze im Gemeinderat wie folgt verteilt: 8 PNDS-Tarayya, 5 MPR-Jamhuriya, 2 MNSD-Nassara, 1 CPR-Inganci, 1 MDEN-Falala und 1 RSD-Gaskiya.
Jeweils ein traditioneller Ortsvorsteher (chef traditionnel) steht an der Spitze von 129 Dörfern in der Gemeinde, darunter dem Hauptort.

## Wirtschaft und Infrastruktur

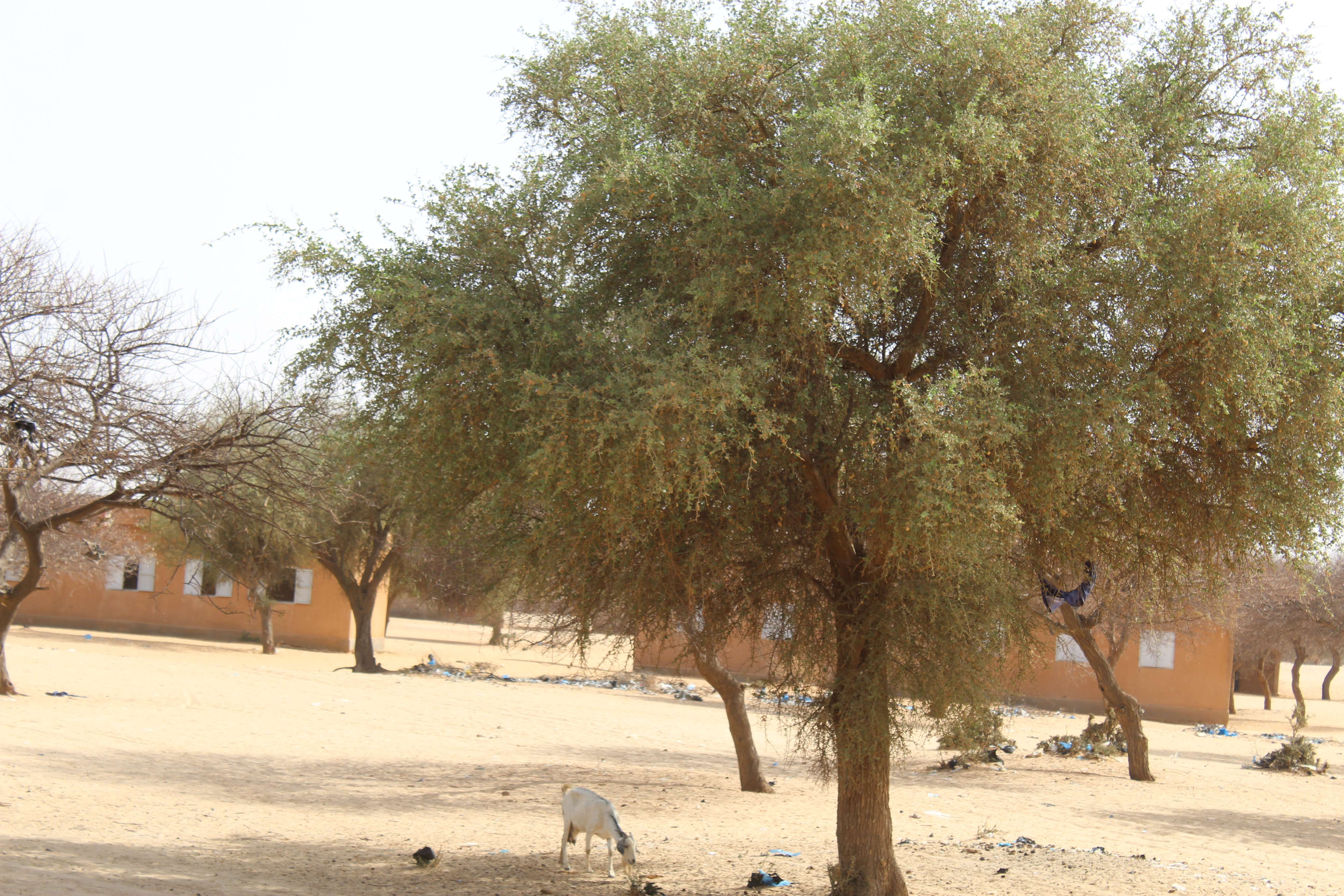
Eine Ziege unter einem Baum in Bader Goula (2023)

Die Gemeinde liegt in einer Zone, in der Agropastoralismus betrieben wird. Wochenmärkte werden in den Dörfern Acka und Koudou Saley abgehalten.
Im Hauptort Goula ist ein Gesundheitszentrum des Typs Centre de Santé Intégré (CSI) vorhanden. Der CEG Goula ist eine allgemein bildende Schule der Sekundarstufe des Typs Collège d’Enseignement Général (CEG). Beim Centre de Formation aux Métiers de Bader Goula (CFM Bader Goula) handelt es sich um ein Berufsausbildungszentrum.
Durch die Gemeinde verläuft die Nationalstraße 32 zwischen Keita und Sabon Kafi. In Bader Tanko zweigt die Landstraße RR4-003 nach Saé Saboua ab, die durch den Hauptort Goula führt.